# باتي مايس
باتي مايس (بالإنجليزية: Pattie Maes) (مواليد 1961، بروكسل، بلجيكا) هي أستاذة في برنامج معهد ماساتشوستس للتكنولوجيا في الفنون والعلوم الإعلامية. أسست وأدارت مجموعة واجهات السوائل في MIT Media Lab.  في السابق، قامت بتأسيس وإدارة مجموعة Software Agents، وعملت لعدة سنوات كرئيسة ورئيسة مشاركة للبرنامج الأكاديمي في Media Lab. قبل انضمامها إلى Media Lab ، كانت مايس أستاذًا زائرًا وعالمًا باحثًا في مختبر الذكاء الاصطناعي بمعهد ماساتشوستس للتكنولوجيا، وهي حاصلة على درجتي البكالوريوس والدكتوراه في علوم الحاسب من الجامعة الحرة في بروكسل في بلجيكا.
مجالات خبرة مايس هي التفاعل بين الإنسان والحاسوب والواجهات الذكية والحوسبة السائدة. مايس حررت ثلاثة كتب، وهي عضو في هيئة التحرير ومراجع للعديد من المجلات والمؤتمرات المتخصصة. 
شاركت مايس في عدد من المشاريع التجارية، في عام 1995 ساعدت في العثور على خدمة قائمة على الويب تسمى Firefly والتي قدمت طريقة للأفراد لتطوير مجتمع عبر الإنترنت من خلال الاهتمامات المشتركة. يخبر المستخدمين موقع الويب بما استمتعوا به من المحتوى، وسوف يتعلم Firefly ما يفضله كل فرد منهم ثم يعزز التواصل بين المستخدمين الذين لديهم اهتمامات مماثلة؛ عُرفت تلك العملية باسم التصفية التعاونية. في عام 1998 اشترت مايكروسوفت الشركة.
في العام التالي، قامت مايس بتطوير نظام تقييمات مفتوحة، والتي قدمت خدمة تقنية يمكنها تتبع وتحديد أنماط أداء الموردين ثم استخدام المحاكاة لعمل تنبؤات وتحسين عملية صنع القرار. بالإضافة إلى ذلك، قامت الشركة بدمج أنظمة تصنيف تهدف إلى بناء الثقة بين المستهلكين والبائعين. تم شراء «التقييمات المفتوحة» لاحقًا بواسطة Dun & Bradstreet.
حصلت على العديد من الجوائز: حيث ذكرتها مجلة نيوزويك كواحدة من «الـ 100 شخصية للقرن الجديد».  اختارتها تايم ديجيتال كعضو في Cyber-Elite (أفضل 50 رائدًا تقنيًا في عالم التكنولوجيا الفائقة)؛ كرمها المنتدى الاقتصادي العالمي بلقب قائدة عالمية للغد. منحتها Ars Electronica جائزة فئة شبكة الويب العالمية لعام 1995 ؛ وفي عام 2000 تم تكريمها بجائزة الإنجاز مدى الحياة من قبل مجلس الإعلام التفاعلي في ماساتشوستس. وفي عام 1997 تم إدراج مايس في مجلة بيبول السنوية الخاصة بأجمل 50 شخصًا.
مايس متزوجة من الباحث في رسومات الحاسب كارل سيمز. 

## كتبها
- تصميم الوكلاء المستقلين (Designing Autonomous Agents): النظرية والتطبيق من علم الأحياء إلى الهندسة والعودة . مطبعة معهد ماساتشوستس للتكنولوجيا، 1991،(ردمك 0-262-63135-0)
- الحياة الاصطناعية الرابعة (Artificial Life IV): وقائع ورشة العمل الدولية الرابعة حول تركيب ومحاكاة النظم الحية ، رودني بروكس وباتي مايس، مطبعة معهد ماساتشوستس للتكنولوجيا، 1994،(ردمك 0-262-52190-3)

## روابط خارجية
- ضفحتها الرئيسية في MIT Media Lab
- مجموعة أبحاث MIT Media Lab
- باتي مايس في مؤتمر تيد